# Andrena rufiventris
Andrena rufiventris är en biart som beskrevs av Amédée Louis Michel Lepeletier 1841. Andrena rufiventris ingår i släktet sandbin, och familjen grävbin. Inga underarter finns listade i Catalogue of Life.